# Stella K. Hershan

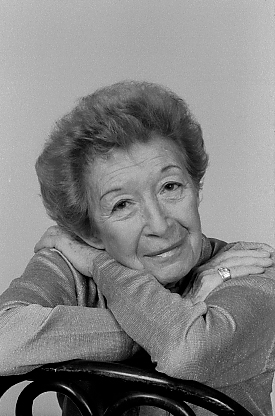
Stella Kreidl Hershan

Stella Kreidl Hershan (* 7. Februar 1915 in Wien; † 22. August 2014 in New York City) war eine aus Österreich emigrierte, in deutscher und englischer Sprache schreibende US-amerikanische Schriftstellerin.

## Leben
Stella Kreidl kam am 7. Februar 1915 als Kind jüdischer, liberal denkender Eltern in Wien zur Welt. Ihr Vater Felix Kreidl war erfolgreicher Kaufmann, ihre Mutter Lucy Kreidl eine feinsinnige und gebildete Frau. Stella wuchs wohlbehütet und unbeschwert im Wiener Bezirk Hietzing auf, wo sie das Gymnasium Wenzgasse besuchte.
Nach Unstimmigkeiten bei einer Wiederholungsprüfung wechselte sie in eine Sprachschule, in der sie Unterricht in Fremdsprachen und Literatur erhielt. Schon damals zeigte sie mit dem Aufsatz Menschen in der Bar, der in der Jugendbeilage der renommierten Wiener Tageszeitung Neue Freie Presse erschien, ihre große schriftstellerische Begabung.
Im November 1933 heiratete sie in einer reformierten Synagoge in der Eitelbergergasse in Hietzing  Rudolph Herschan, den Besitzer einer Metallbaufabrik. Am 29. Juli 1937 gebar sie im Sanatorium Hera die Tochter Lisa. Umsorgt von mehreren Bediensteten, verlief ihr Leben zunächst sehr angenehm.
Doch nach dem „Anschluss“ Österreichs ans nationalsozialistische Deutsche Reich im März 1938 war die junge Familie auf Grund der lebensbedrohenden Anfeindungen gegen Staatsbürger jüdischer Abstammung gezwungen, sich Ausreisepapiere für die Flucht zu erkaufen. Die abenteuerliche Reise führte über die Schweiz, quer durch Frankreich zunächst nach Paris, dann nach Cherbourg in der Normandie, wo sie voll neuer Hoffnung und Zuversicht den Ozeanriesen Queen Mary bestiegen. Am 9. Februar 1939 erreichte die Familie schließlich den Hafen von New York und erblickte das Symbol der Freiheit.
Bis zum Kriegsende 1945 wohnten die Hershans in einer bescheiden möblierten Wohnung in Manhattan. Stella Hershan nahm neben der Betreuung ihres Kindes jede Gelegenheit wahr, die englische Sprache zu erlernen. Während dieser Zeit wurde sie auf Eleanor Roosevelt, die Gattin des damaligen Präsidenten der Vereinigten Staaten, Franklin D. Roosevelt, aufmerksam, die großes Verständnis für das Los der jüdischen Immigranten zeigte. Hershans wachsende Bewunderung für diese sozial engagierte First Lady sollte starken Einfluss auf ihr späteres Leben ausüben.
Um das knappe Familieneinkommen aufzubessern, arbeitete Stella nach 1941 als Kosmetikverkäuferin bei Elizabeth Arden. Nach Kriegsende fassten die Hershans im an drei Seiten von großen Grünanlagen umgebenen Stadtviertel Forest Hills Fuß. Sie erhielten die amerikanische Staatsbürgerschaft (der Name Herschan wurde dabei ans Englische angepasst: Hershan) und schworen den Eid auf die neue Heimat aus tiefster Überzeugung.
Um sich ihren Kindheitstraum Schriftstellerin zu erfüllen, gab Stella ihre Arbeit auf und begann an einer Universität von New York Ausbildungsgänge in Journalismus, Geschichte und Psychologie, was ihr auch ein Zeugnis über „Allgemeinbildung“ (General Education) einbrachte, danach an der The New School for Social Research mit einem Abschluss in „Mitarbeiterbeziehungen“. Danach schrieb sie eine Vielzahl englischer Texte.
Die Begegnung mit Eleanor Roosevelt während ihrer Studienzeit, 1959, inspirierte Hershan dazu, zwei Bücher über diese faszinierende Frau zu schreiben. Sie machte auch Führungen zum früheren Wohnsitz von Eleanor Roosevelt im New Yorker Hyde Park.
Nach der Heirat ihrer Tochter Lisa mit Allan Grabell und der Geburt von Enkel Larry und Enkelin Sheryl erkrankte ihr Mann Rudolph schwer und starb 1968. Nunmehr auf sich selbst angewiesen, begann sie eine Anstellung beim internationalen Buch- und Zeitschriftenverlag Rizzoli-Verlag, Mailand.
Als Leiterin der Deutschen Abteilung der Buchhandlung in New York lud sie bekannte Persönlichkeiten ein, im Rahmen von „Rizzoli's literarischer Stunde“ aus ihren neuesten Werken vorzutragen. Darunter waren Rudolf Bing, Janet Flanner, William Manchester, George R. Marek (The Eagle Dies; Franz Joseph, Elisabeth, and Their Austria), existentieller Psychologe Rollo May, Jerzy Kosiński, UN-Generalsekretär Kurt Waldheim und viele andere. Ihre Bücher schrieb sie meist in der Nacht.
1985 begann sie an der Berlitz School Deutsch zu unterrichten. Sie gründete das Finanzmagazin Talent, das zum Ziel hatte, Emigranten die Beschäftigung in ihrer ursprünglichen Profession zu ermöglichen. Gleichzeitig war sie als Beraterin für ACEP (American Council for Emigres in the Professions) tätig, das sich um die Integration von Ärzten, Rechtsanwälten, Ingenieuren und Musikern bemühte. Da sich keine Gelegenheit bot, sich hin und wieder in ihrer Muttersprache zu unterhalten, flüchtete sich Stella Hershan in das Schreiben in deutscher Sprache. Der Grundstein für eine internationale Karriere als Schriftstellerin war gelegt.
Als sie 1972 zur Präsentation ihres Buches Der nackte Engel nach Wien flog, waren ihre Gefühle für die frühere Heimat noch sehr zwiespältig. Sie waren eher von einer gewissen Genugtuung des Erreichten geprägt. Auch die Teilnahme am Jahreskongress des PEN-Clubs 1975 in Wien und an einem Empfang bei Bundeskanzler Bruno Kreisky half nicht, ihre Distanziertheit zu überwinden.
Erst als ihr Enkel Larry 1988 im Rahmen einer organisierten Einladung des von der Wiener Stadtverwaltung finanzierten Jewish Welcome Service Vienna für 100 Enkelkinder früherer Emigranten, „das Land der Großeltern kennenzulernen“, liebevolle Aufnahme bei einer Wiener Gastfamilie gefunden hatte, begann die emotionale Sperre zu bröckeln. Sie konnte sich bei späteren Wienbesuchen wieder auf eine Bank im Stadtpark setzen, um den Flieder zu riechen.
Ihre Gedanken kreisten nun zunehmend um die österreichische Geschichte. Mit Marie-Antoinette, der in Frankreich 1793 hingerichteten Tochter Kaiserin Maria Theresias, befasste sie sich 1989 im Roman Daughter of Revolution. Als fiktiver Brief von Kaiserin Elisabeth an eine Frau von heute erschien 1992 der auf Deutsch erschienene Roman In Freundschaft, Elisabeth, der eine gedankliche Brücke zur Gegenwart schlägt.

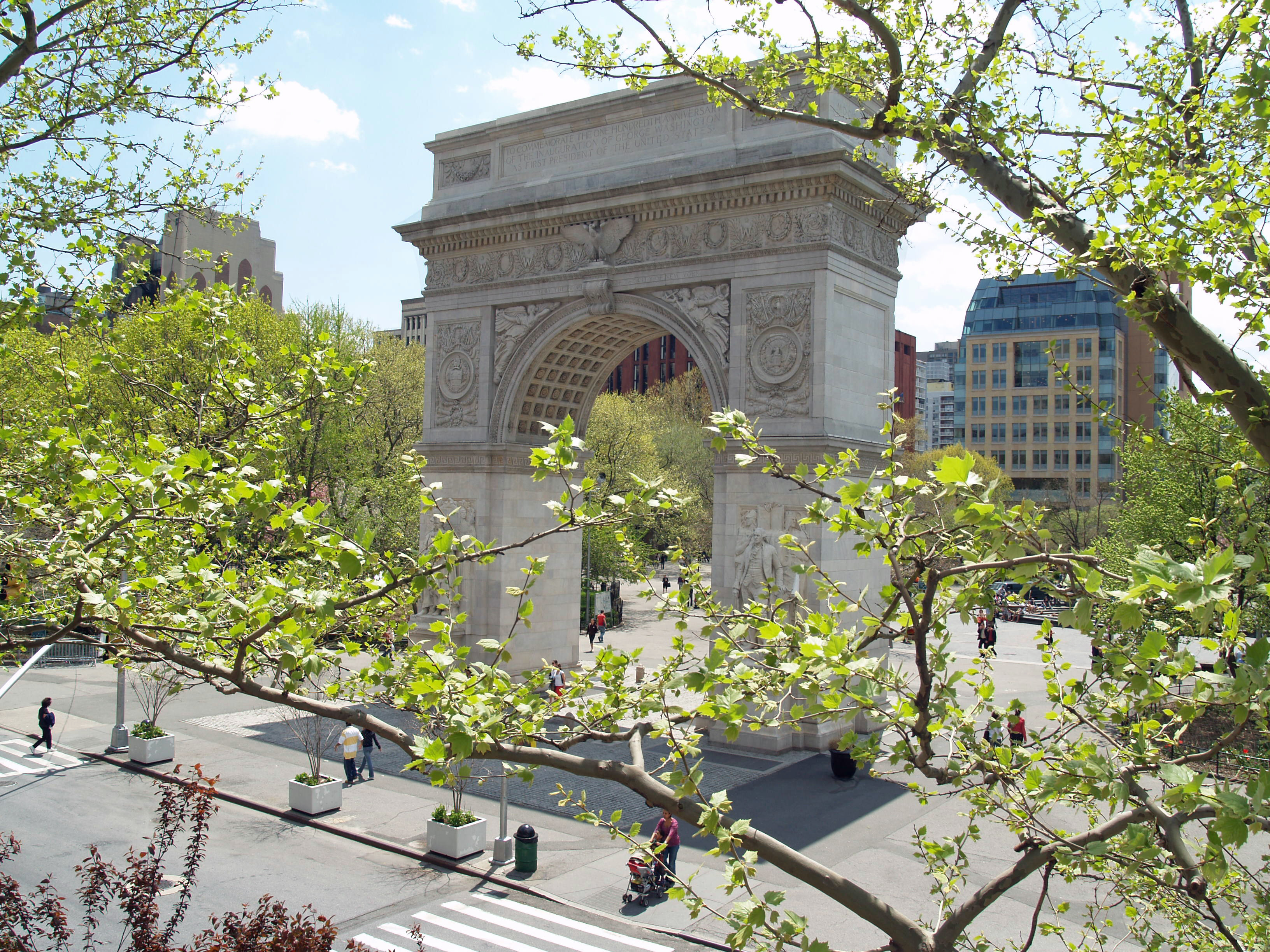
Washington Square Arch und die Central Fountain im Park

Mit Unterstützung der Familie ihrer Tochter Lisa wagte sie 83-jährig die Tätigkeit als Lektorin insbesondere ihrer Bücher für Deutsch sprechende Passagiere auf verschiedenen Kreuzfahrtschiffen der Cunard Line bis zum Jahre 2000. Dabei lernte sie viele Menschen und europäische Länder kennen.
1999 gebar Stella Hershans Schwiegerenkelin Ellen, Frau ihres Enkels Larry, Drillinge, wodurch Hershan Urgroßmutter wurde. 2001 war sie bereits vierfache Urgroßmutter von Mädchen. Sowohl Larry, der sich auf die Zubereitung von Kaiserschmarren und Sachertorte versteht, als auch ihre Enkelin Sheryl pflegen im tiefsten Arizona österreichische Traditionen.
Dieser enorme Rückhalt in ihrer Familie gab Hershan die Kraft, trotz des fortgeschrittenen Alters weiterhin zu schreiben und zu unterrichten. Anlässlich ihres 90. Geburtstages, den zu feiern sie nach Wien eingeladen wurde, eröffnete sie im Februar 2005 die von der Volkshochschule Hietzing ihr zu Ehren organisierte Ausstellung Wien – New York und retour. Bundespräsident Heinz Fischer übersandte ein Glückwunschschreiben. 2006 erschien ihre Autobiografie Erinnerungen zwischen zwei Welten.
Bis März 2007 leitete sie in New York einen wöchentlichen Sprachlehrgang, „German Conversation“, im Harvard Club der Harvard University.
Im Mai 2008 besuchte sie auf Einladung der österreichischen Initiative A Letter To The Stars Wien, wo sie als ehemalige Schülerin der Montessori-Volksschule in der Albertgasse im 8. Bezirk einen Vortrag in der Montessori-Sekundarschule in Floridsdorf hielt und sich den Fragen der Schülerinnen und Schüler stellte.
Sie lebte zuletzt im New Yorker Künstlerviertel von Manhattan, in Greenwich Village, dessen Flair sie an den Wiener Stadtteil Grinzing erinnerte. Hershans Wohnung lag nahe dem Washington Square mit einem gepflegten Park und dem berühmten Bogen.

## Leistungen
Es war ihr ein besonderes Anliegen, historische Frauengestalten in den Mittelpunkt ihrer Romane und Sachbücher zu stellen. Dazu musste sie intensive Forschungen anstellen, da sich die historische Literatur hauptsächlich mit Männern der Geschichte beschäftigt. Das dadurch erworbene Wissen ermöglichte ihr, weltweit Vorlesungen über Frauen in der Geschichte zu halten.
Der in englischer Sprache geschriebene Roman The Naked Angel erschien 1972 zuerst in deutscher Übersetzung als Der nackte Engel. (Die russische Fürstin Katharina Bagration-Skawronskaya wurde wegen ihres tiefen Dekolletes so genannt; sie begann 1801 in Dresden eine Liebesbeziehung zu Metternich.) Dieser Roman wurde ins Holländische, Italienische und Schwedische übersetzt und reüssierte als Bestseller. In ihren biografischen Büchern über Eleanor Roosevelt beschreibt sie ebenso die positive und einflussreiche Wirkung, die die Präsidentengattin auf andere Menschen ausgeübt hat. Dazu rief sie zahlreiche Zeugen auf, die über ihre persönlichen, schicksalhaften Erlebnisse mit dieser charismatischen Persönlichkeit berichteten.

## Werke

### Romane
- Der nackte Engel, Roman (Originaltitel: The Naked Angel London 1973, übersetzt von Ursula Heim), Molden, Wien / München 1984, ISBN 3-217-00327-6.
- Daughter of revolution. München. 1989
- In Freundschaft, Elisabeth. Briefroman. Berg am Starnberger See. 1992
- The Maiden of Kosovo: a novel. New York. 2003

### Sachbücher
- A Woman of Quality. Eine Biographie über Eleonor Roosevelt. New York. 1970
- The Candles She Lit: The Legacy of Eleonor Roosevelt. Praeger. 1993
- Emigration: Ein Buch für den Frieden; Exilgeschichten. München. 2004
- Erinnerungen zwischen zwei Welten / Memories between two Worlds. Exilerzählungen. München. 2006[2]

### Zeitungsartikel
- My visit with Mrs. Roosevelt. New York. 1961

## Auszeichnungen
- 1995: New York Public Library Award für die beste Biographie für Teenager („The Candles She Lit“)

### Übersetzungen
- Der nackte Engel. Roman. (Originaltitel: A naked Angel.) Aus dem Amerikanischen übertragen von Ursula Heim.
  - Molden, 1972. ISBN 3-217-00327-6
  - Universitas, 1988. ISBN 3-8004-1165-2
  - Ullstein, ungekürzte Ausgabe, 1991. ISBN 3-548-22531-4
  - Gryphon, 2004. ISBN 3-935192-81-9
- Ein Kind der Revolution. Übers. aus dem Amerikanischen von Ursula Heim. Universitas, München, 1992. ISBN 3-8004-1276-4

### Hörbücher
- In Freundschaft, Elisabeth. Hörbuch, erzählt von Johanna von Koczian. Gryphon-Verlag, Hallbergmoos, 2005. ISBN 3-937800-47-6